# Le Solitaire (film, 1981)
Pour les articles homonymes, voir Le Solitaire.
Pour plus de détails, voir Fiche technique et Distribution.
Le Solitaire (Thief) est un film américain écrit et réalisé par Michael Mann et sorti en 1981. Le scénario est une adaptation du roman noir The Home Invaders de Frank Hohimer.
Le film se déroule à Chicago. Frank, bandit de haut vol, pactise avec un caïd sans foi ni loi, dans l'espoir de réaliser son rêve, fonder une famille.

## Synopsis
Frank est un voleur de bijoux et un ancien détenu qui a une structure bien établie dans sa vie. Avec deux entreprises prospères à Chicago, un bar et un concessionnaire automobile, comme façade pour son entreprise criminelle, Frank entreprend de réaliser la partie manquante de sa vision de vie : fonder une famille avec Jessie, une caissière avec laquelle il a commencé à sortir. Après avoir dérobé un stock majeur de diamants, Frank les donne à son receleur, Joe Gags. Cependant, avant que Frank ne puisse récupérer sa part, Gags est assassiné pour avoir obtenu l'argent de la collecte. Barry, ami et associé de Frank qui devait récupérer l'argent, découvre qu'un dirigeant de la société de placage pour lequel Gags travaillait, Attaglia, est responsable du meurtre de Gags et du vol des gains de Frank. Lors d'une confrontation avec la société de placage d'Attaglia, Frank réclame son argent. Cela conduit à une réunion avec l'employeur d'Attaglia, Leo, une receleur de haut niveau et patron de l'Outfit de Chicago. À l'insu de Frank, Leo reçoit les marchandises de Gags depuis un certain temps. Il admire l'œil de Frank pour les biens volés de qualité ainsi que son professionnalisme, et veut qu'il travaille directement pour lui, lui offrant de gros profits. Leur rencontre est surveillée à distance par la surveillance policière. Au début, Frank est réticent, ne voulant pas l'exposition ou les complications supplémentaires. Mais plus tard dans la nuit, la conversation avec Jessie le fait changer d'avis lorsqu'elle accepte de faire partie de sa vie, après qu'il lui ait raconté une histoire de survie en prison au moyen d'une attitude mentale durcie. Frank accepte maintenant de faire un seul gros casse pour Leo, disant à Barry que ce sera leur dernier travail. Après avoir essuyé un refus de l'agence d'adoption, Frank est en mesure d'acquérir un petit garçon sur le marché noir grâce à l'appui de Leo, qu'il nomme David en l'honneur de son défunt mentor, surnommé Okla.
Après avoir résisté à l'extorsion d'un groupe de policiers corrompus, puis abandonné leur surveillance, Frank et son équipage sont impliqués dans un braquage de diamants à grande échelle en Californie et organisé par Leo. Le casse se déroule bien, notamment grâce à la lance thermique utilisé qui a servi à découper le coffre-fort, et Frank attend la somme convenue de 830 000 $ pour les pierres non montées d'une valeur de gros de 4 millions de dollars. Mais quand Frank revient du travail, Leo lui donne moins de 100 000 $. C'est tout ce que Frank recevra en espèces selon Leo, qui dit avoir investi le reste de la réduction de Frank dans les centres commerciaux, une idée que Frank avait précédemment rejetée. De plus, Leo veut organiser un coup à Palm Beach pour Frank en six semaines sans l'avoir consulté. Frank dit à Leo que leur accord est terminé et prend l'argent en partant, exigeant le reste de son argent en 24 heures. Frank se rend à son garage, ignorant que les hommes de main de Leo ont déjà battu et capturé Barry et attendent en embuscade. Frank est assommé et Barry est tué par Carl, l'un des exécuteurs de Leo. Frank se réveille avec Leo le regardant, entouré de ses hommes de main. Leo l'informe que lui, Jessie, leur enfant et tout ce qu'il possède sont la propriété de Leo. Il menace la famille de Frank s'il ne continue pas à travailler pour lui. Leo avertit Frank de se concentrer sur ses responsabilités. Quand Frank rentre chez lui, il ordonne à une Jessie incompréhensible de s'en aller, lui disant que leur relation est terminé. Frank demande à un associé de la conduire, le bébé et 410 000 $ en espèces dans un endroit où ils ne peuvent pas être trouvés, informant Jessie que plus d'argent arrivera à intervalles réguliers, mais qu'il ne la rejoindra pas.
N'ayant rien à perdre, Frank fait exploser leur maison en utilisant des charges explosives. Il se rend ensuite dans ses établissements commerciaux et fait de même. Armé d'un pistolet, il s'introduit tranquillement dans la maison de Leo dans un quartier paisible. Il assomme Attaglia, qui se trouvait dans la cuisine, avant de pourchasser Leo et de le tuer dans le salon de plusieurs balles. Frank poursuit ensuite Attaglia, qui a repris conscience, alors qu'il tente de s'échapper de la maison, mais est confronté dans la cour avant par Carl et un autre homme de main. Dans la fusillade qui s'ensuit, Frank se fait tirer dessus, mais parvient à tuer le trio. Frank desserre un gilet pare-balles qu'il portait sous sa veste et quitte les lieux à pied en pleine nuit.

## Fiche technique
Sauf indication contraire, les informations mentionnées dans cette section peuvent être confirmées par la base de données cinématographiques IMDb,  présente dans la section « Liens externes ».
- Titre français : Le Solitaire
- Titre d'origine : Thief
- Autre titre anglophone : Violent Streets
- Réalisation : Michael Mann
- Scénario : Michael Mann, d'après le roman The Home Invaders de Frank Honimer
- Directeur de la photographie : Donald Thorin
- Musique : Tangerine Dream
  - Musique additionnelle : Craig Safan
- Décors : Mel Bourne et John M. Dwyer
- Casting : Vic Ramos
- Montage : Dov Hoenig
- Son : Chris Jenkins, Robert Knudson, Don MacDougall, David M. Ronne et Robert R. Rutledge
- Producteurs : Jerry Bruckheimer, Ronnie Caan
  - Producteur exécutif : Michael Mann
  - Producteur associé : Richard Brams
- Société de production : Mann/Caan Productions et United Artists
- Sociétés de distribution : United Artists (États-Unis), Les Artistes Associés (France)
- Budget : 5 500 000 $[1]
- Pays de production :  États-Unis
- Langue originale : anglais
- Format : Couleur (Technicolor) — 35 mm  — 1.85:1 — Son Dolby
- Genre : thriller, néo-noir, drame, casse
- Durée : 122 minutes
- Dates de sortie[2] :
  - États-Unis : 27 mars 1981
  - France  : 16 mai 1981 (festival de Cannes), 20 mai 1981 (sortie nationale)
- Classifications :
  - États-Unis - MPAA : R (Restricted)[n 1]
  - France - Mention CNC : tous publics[n 2], art et essai (visa d'exploitation no 54207 délivré le 4 décembre 1991)[3]
- Affiche : Jouineau Bourduge (Espagne, France)

## Distribution
- James Caan (VF : Bernard Tiphaine) : Frank
- Tuesday Weld (VF : Annie Sinigalia) : Jessie
- Robert Prosky (VF : Jacques Dynam) : Leo
- Willie Nelson (VF : Raymond Loyer) : Okla
- James Belushi (VF : Jacques Ferrière) : Barry
- Tom Signorelli (VF : Jean-Claude Balard) : Attaglia
- Dennis Farina : Carl
- Nick Nickeas : Nick
- W.R. Bill Brown (VF : Robert Bazil) : Mitch
- John Santucci (VF : Maurice Sarfati) : Urizzi
- Hal Frank (VF : Pierre Trabaud) : Joe Gags
- Mike Genovese (VF : Jacques Richard) : le barman du Green Mill
- Marge Kotlisky (VF : Nelly Vignon) : Mme Knowles
- J. Jay Saunders (VF : Guy Chapellier) : le docteur
- Thomas O. Erhart Jr. (VF : Jean-Claude Michel) : le juge Barber
- William L. Petersen : le barman du Katz & Jammer
- Nathan Davis : Grossman
- Michael Paul Chan : le serveur au restaurant chinois
- John Kapelos : un mécanicien
- Bruce A. Young : un mécanicien

## Production

### Genèse et développement

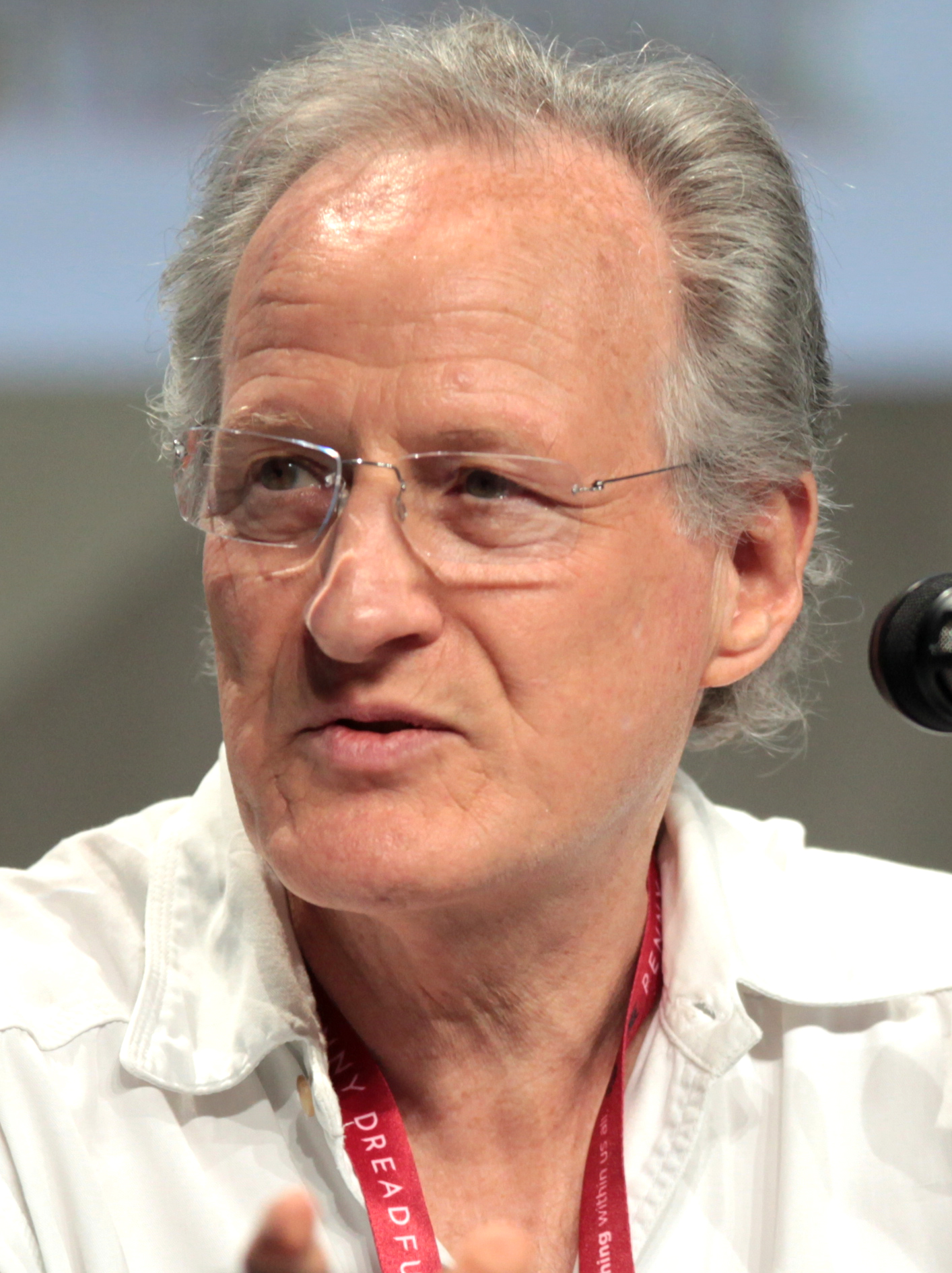
Michael Mann (2014).

En 1975, John Seybold, un voleur de bijoux de Chicago, a publié le livre The Home Invaders: The Confessions of a Cat Burglar sous le pseudonyme de Frank Hohimer. Le réalisateur Michael Mann, également de Chicago, voulait utiliser le livre comme base d'un film policier. Après son premier film tourné pour la télévision Comme un homme libre (1979), il a approché le studio United Artists pour lui demander s'il le soutiendrait financièrement dans son adaptation du livre. Le studio lui a donné la liberté artistique de filmer les mémoires de crimes de Seybold et un budget de huit millions de dollars,. Parce que The Home Invaders se composait principalement de souvenirs et d'anecdotes, Mann a principalement utilisé le livre pour maîtriser la langue, le mode opératoire et l'environnement des gangsters. Par exemple, le personnage principal du cambrioleur qui vole des bijoux à des femmes riches a été transformé en un voleur qui fait irruption dans des endroits où de grandes quantités de diamants sont collectées pour être distribuées. Parce que le livre se déroule dans les années 1950 et 1960, les techniques de cambriolage ont été adaptées aux années 1970 et 1980.
Le tournage de Comme un homme libre, qui a eu lieu en partie dans la prison de Folsom, a influencé l'écriture du Solitaire : 

« Cela m'a probablement informé de ma capacité à imaginer à quoi ressemblait la vie de Frank, d'où il venait et à quoi ressemblaient ces 12 ou 13 ans de prison pour lui. L'idée de créer son personnage, c'était d'avoir quelqu'un qui était en dehors de la société. Un étranger qui a été éloigné de l'évolution de tout, de la technologie à la musique que les gens écoutent, à la façon dont vous parlez à une fille, à ce que vous voulez de votre vie et comment vous y prenez. Tout ce qui est du développement normal, que nous vivons, il a été exclu, par conception. Dans la conception du personnage et l'ingénierie du personnage, c'était l'idée »

— Michael Mann
.
Le réalisateur a voulu dépeindre la vie d'un voleur de bijoux de manière aussi réaliste que possible et s'est donc plongé dans le milieu du crime de Chicago. Grâce à ses relations dans le cercle de la police, Mann est entré en contact avec de vrais voleurs et receleurs de bijoux, y compris WR « Bill » Brown et John Santucci. De nombreux policiers et voleurs ont plus tard été employés comme acteurs ou conseillers techniques. Dans sa quête de réalisme, Mann a incorporé autant d'informations réelles que possible, piochées dans celles qu'il avait rassemblées au cours de ses recherches sur le scénario. Par exemple, Frank raconte dans le film qu'il a été menacé en prison par un gang brutal qui voulait le violer : Mann connaissait un détenu qui avait vécu une chose similaire. Le ferrailleur qui équipe Frank du matériel de cambrioleur a été basé par Mann sur le modèle du grand-père d'un ami d'enfance.

### Attribution des rôles

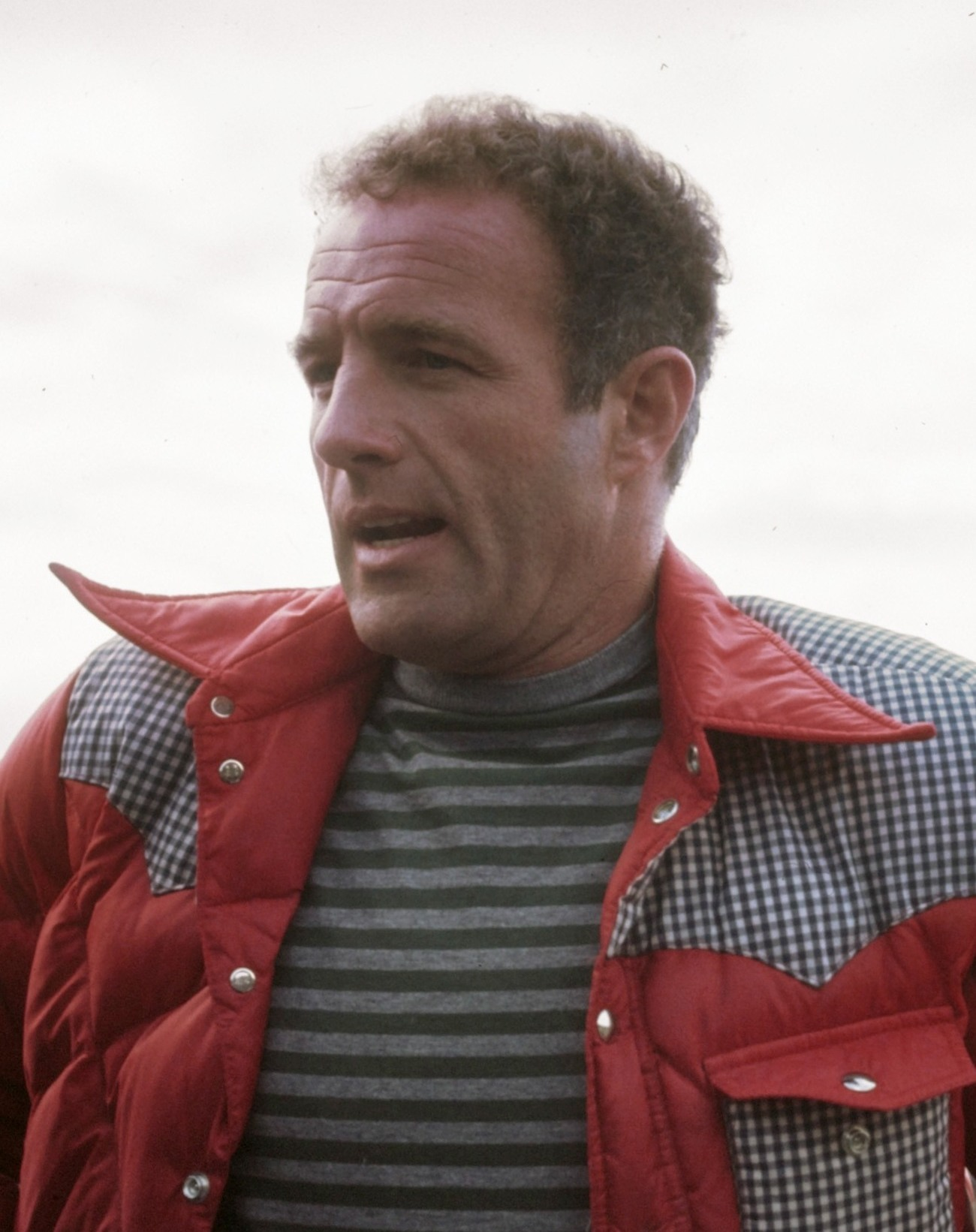
James Caan.

À la fin des années 1970, James Caan a été approché par le réalisateur avec le scénario du Solitaire. L'acteur a été impressionné à la fois par Comme un homme libre et le scénario de Mann, ce qui l'a amené à accepter de jouer le personnage principal. Son frère, Ronnie Caan, est devenu par la suite l'un des producteurs du film. Caan a basé son personnage en grande partie sur le cambrioleur John Santucci, qui a également travaillé sur la production.
Le réalisateur demandera même à James Caan de faire des recherches en tant que voleur pour son rôle :

« Je trouve toujours ça intéressant, des gens qui sont conscients, alertes, conscients de ce qu'ils font et sont plutôt bons dans ce domaine… Des gens qui veulent faire 50-60 heures par semaine et rentrer chez eux et qui ne sont pas vraiment conscients de la vie qui passe, ne m'intéresse pas vraiment beaucoup ... Dans le cadre du programme conçu pour qu'un acteur entre dans le personnage, j'essaie d'imaginer ce qui va vraiment aider à amener cet acteur plus pleinement dans son personnage. Et donc j'essaie d'imaginer quelles expériences vont rendre plus dimensionnelle sa prise de Frank, pour qu'il soit Frank spontanément quand je tourne. Donc, l'une des choses les plus évidentes est que ce serait plutôt bien si [James Caan] faisait aussi bien ce que Frank »

— Michael Mann
.
Une grande partie de la distribution était remplie de policiers et de criminels de la vie réelle de Chicago, avec lesquels Mann collaborerait à plusieurs reprises tout au long de sa carrière. Il s'agit notamment de John Santucci, Chuck Adamson (en), WR "Bill" Brown, Sam Cirone et Dennis Farina. Farina, qui a été membre de la brigade de lutte contre le cambriolage de la police de Chicago de 1967 à 1985, a fait ses débuts d'acteur et est devenu un acteur bien connu dans les années suivantes. Outre Farina, James Belushi, qui avait fait une brève apparition non créditée dans Furie, William Petersen, John Kapelos et Robert Prosky font également leurs débuts au cinéma. Prosky, alors âgé de 50 ans au moment du tournage, était un acteur réputé de théâtre et de télévision.

### Tournage
Le tournage, débuté en mars 1980, a eu lieu à divers endroits à Chicago et à Los Angeles. Pour le travail de caméra, Mann a compté sur le directeur de la photographie Donald Thorin, qu'il a embauché après avoir vu un téléfilm auquel il avait collaboré.
L'aspect sombre et brillant du film a été obtenu grâce à un éclairage discret, de nombreuses scènes de nuit et des rues humides, qui reflètent mieux les néons et autres lampadaires. Un camion avec un réservoir d'eau d'environ 246 hectolitres (65 000 gallons) a été utilisé pour maintenir les rues constamment humides. La fibre optique a été utilisée pour filmer l'intérieur des voitures ,.
Pour la scène d'ouverture du film, Caan a dû casser un vrai coffre-fort, d'une valeur de 10 000 $, avec une perceuse hydraulique,. Une maison sur Catalpa Avenue, à Chicago a été utilisée pour la maison du personnage principal. La maison a été agrandie pour l'apogée du film avec une fausse façade qui pourrait être explosée. Cependant, l'explosion éventuelle était si grande qu'une partie de la vraie maison a également pris feu. La maison a dû être démolie par la suite.

### Musique
La bande originale du film a été composée par le groupe allemand de musique électronique Tangerine Dream.

## Accueil

### Critique
Le Solitaire reçoit un accueil critique favorable, obtenant 95 % d'avis favorables sur le site Rotten Tomatoes, basé sur vingt commentaires collectés et une note moyenne de 7.6⁄10. Le critique de cinéma Roger Ebert lui attribue la note de 3.5⁄4 en ajoutant « C'est un de ces films où vous sentez immédiatement le pouvoir : ce film connaît ses personnages, connaît son histoire et sait exactement ce qu'il veut nous dire à leur sujet,. »
Lors de sa ressortie en salles en France, Le Solitaire rencontre un accueil critique positif, recueillant une note moyenne de 4.7⁄5 sur le site Allociné, basé sur six titres de presse.

### Box-office
| Pays ou région | Box-office      | Date d'arrêt du box-office | Nombre de semaines |
| -------------- | --------------- | -------------------------- | ------------------ |
| États-Unis     | 11 492 915 $    | —                          | —                  |
| France         | 156 026 entrées | —                          | —                  |

Le Solitaire connaît un succès commercial modeste à sa sortie, rapportant près de 11,5 millions de dollars en fin d'exploitation sur le territoire américain. En France, le long-métrage, sorti en plein Festival de Cannes où il est sélectionné en compétition, démarre à la dixième place du box-office avec 45 767 entrées cumulées lors de sa première semaine d'exploitation. En deuxième semaine, le film chute de neuf places et totalise 29 379 entrées supplémentaires, portant le cumul à 75 146 entrées depuis sa sortie. Le Solitaire passe sa troisième et dernière semaine dans le top 30 avec 17 511 entrées à cette période, portant le cumul à 92 657 entrées.

## Distinctions
Le film a obtenu deux prix et six nominations : malgré les critiques positives de la presse et sa présence en compétition officielle au Festival de Cannes, Le Solitaire n'a pas échappé à des nominations peu flatteuses aux Razzie Awards et aux Stinkers Bad Movie Awards, récompensant le pire de la production cinématographique.

### Récompenses
- 4e cérémonie des Stinkers Bad Movie Awards 1981 :
  - faux accent le plus ennuyeux d'une actrice pour Tuesday Weld
  - partition musicale la plus intrusive pour Tangerine Dream

### Nominations
- Festival de Cannes 1981 : en compétition officielle pour la Palme d'or[28]
- 4e cérémonie des Stinkers Bad Movie Awards 1981 :
  - pire acteur pour James Caan
  - pire actrice pour Tuesday Weld
  - pire couple à l'écran pour James Caan et Tuesday Weld
  - faux accent le plus ennuyeux d'un acteur pour James Caan
- Razzie Awards 1982 : pire bande originale pour Tangerine Dream